# 迎角

主翼の翼型（水色）まわりの流れの様子。主翼の翼弦線と一様流の間にあるαが迎え角。灰色の線は流線

迎角（むかえかく、げいかく、英: angle of attack, AoA）は、流体 (液体や気体) 中の物体（主に翼）が、流れに対してどれだけ傾いているかという角度をあらわす値である。迎え角とも言う。
航空機の主翼の場合、前縁と後縁を結んだ線（翼弦線、コード）と一様流とのなす角で、前上がりをプラスとする。
一般的な航空機の主翼の場合、揚力係数と抗力係数は、概ね迎角に比例して徐々に増加していくが、抗力係数が増加し続けるのに対し、揚力係数はある点をピークとして急減少に変わる。この点を最大揚力係数、そのときの迎え角を失速迎え角、それ以降の状態を失速という。失速状態は、抗力の増加により減速すると揚力は更に小さくなるなど、不安定で危険な状態である。なお、航空機に十分な速度があれば、主翼を上方に傾けても機体自体が上昇していくため、迎角が増大する事は無い。逆に航空機の速度が不十分であれば、揚力の不足によって機体自体が降下してしまうため、迎角が大きくなってしまい、失速状態に陥る事となる。あくまで1次的な原因は迎角の増大であり、速度は2次的な原因である。また、ある迎角において、揚力係数と抗力係数との比を揚抗比といい、航空機は主翼の揚抗比が大きいほど滑空性能が良く航続距離が長くなる。
主翼上面には、ベルヌーイの定理により上向きの揚力分布である風圧分布が発生するが、それらの風圧分布によって発生する揚力と抗力との合力が翼弦線と交わる点を風圧中心と呼ぶ。また、風圧中心は迎角の変化により変化するが、主翼の中心とは一致しないため、風圧中心に働く揚力と抗力との合力により、主翼に頭上げ又は頭下げの回転する力（モーメント）が発生する。ここで、迎角が変化してもこのモーメントが発生しない翼弦線上の点が存在し、これを空力中心と呼ぶ。これは、普通の主翼では、翼弦線の25%前後にある。
ほとんどの翼は、迎角が0°でも揚力が発生する翼型に設計されていて、揚力が0になるマイナスの値の迎角を零揚力角という。
揚力は速度の2乗に比例するので、迎角が一定なら、低速では揚力不足で機体は降下し、高速では揚力過剰となり機体が上昇していく事となり、水平飛行は特定の速度域でしか行えなくなる。操縦者は、速度が不足し下降するようであれば機首上げ、速度が過剰で上昇するようであれば機首下げを行って迎角を調整する事により揚力を調整し、航空機の水平高度を保って飛行させることができる。
凧は失速状態で揚がっている場合もある。
帆船は進路が風下方向に近ければ、帆の迎角は失速の範囲で揚力よりも抗力を主に利用する。